# Teteriv
La Teteriv (en ukrainien : Тетерiв) est une rivière d'Ukraine et un affluent droit du Dniepr.

## Géographie
Elle a une longueur de 365 km et draine un bassin de 15 100 km2. Son débit moyen, à 136 km de son point de confluence avec le Dniepr, est de 18,4 m3/s. Elle gèle généralement de décembre à mars. La Teteriv a un régime nivo-pluvial.

## Affluents
Les principaux affluents de la Teteriv sont les rivières Hnylop'yat, Houyva, Zdvyï et Ircha.

## Villes
La Teteriv arrose les villes de Jytomyr, Korostychiv et Radomychl, dans l'oblast de Jytomyr.